# Batalla d'Adrianòpolis (914)
La batalla d'Adrianòpolis del 914 la van lliurar els búlgars del tsar Simeó i els romans d'Orient.
Els búlgars van atacar la ciutat defensada per l'armeni Pancratucas, un oficial romà d'Orient que havia estat nomenat comandant de Tràcia (abans havia estat el comandant del tema dels Buccel·laris). Després d'un llarg setge, Pancratuques fou finalment subornat pels búlgars i els va lliurar la ciutat. Simeó hi va fer l'entrada, però el seu domini fou efímer, ja que al cap de poc el patrici Basili i Nicetes Hel·làdic foren enviats allí i amb regals i suborns van recuperar la ciutat.